# Silpha tristis
Silpha tristis es una especie de escarabajo carroñero del género Silpha, categorizada en la tribu Silphini, de la subfamilia Silphinae. Fue descrita por Illiger en 1798.

## Distribución
Se distribuye por África: Marruecos, Europa: Austria, Chequia (Bohemia, Moravia), Francia, Alemania, Italia, Luxemburgo, Eslovaquia y América del Norte: Canadá (Quebec).